# 16 Lyncis
16 Lyncis (16 Lyn) là một ngôi sao có độ richter thứ tư và là ngôi sao trong chòm sao Thiên Miêu.Ngôi sao này nằm ở khoảng cánh khá xa, 74 parsec (240 ly). Nó còn được gọi là Psi10 Aurigae (ψ 10 Aur).
Nó là một ngôi sao có dãy chính loại A với loại quang phổ là A0Vn, một ngôi sao hiện đang nung chảy hydro trong cốt lõi của nó.
16 Lyncis bị nghi ngờ là sao biến quang, nhưng điều này chưa được xác nhận. Nó đã được ghi nhận khi 16 Lyncis được sử dụng như một ngôi sao so sánh để quan sát một biến khác, ngôi sao đặc biệt HD 51418 (NY Aurigae).